# 敏東
敏東（1808年7月8日—1878年10月1日），一譯敏同、曼同、曼桐或孟桐，是緬甸貢榜王朝的君主，1853年至1878年在位。

## 生平
1852年，第二次英緬戰爭結束，大英帝國侵佔了下緬甸。蒲甘王决定收复下缅甸，但是反攻失败，敏東趁機與弟弟加囊親王一起推翻了蒲甘王，自立為王。
英国占领下缅甸后，敏東主张通过和平谈判的方式收复勃固，但均遭到英国拒绝，后来在第二次鸦片战争以及印度民族起義期间，英军忙于应付战事，但敏东并没有趁此机会收复失地，反而支持英军:110。1853年，敏東頒佈法令规制了采邑主的权力，并改革了稅制。1857年遷都曼德勒:84。
敏東的改革遭到国内反英强硬派貴族的反對，改革派的加囊親王也於1866年8月在一次未遂的宮廷政變中被敏贡親王、敏空岱親王等人殺害:61。為鎮壓國內反對勢力，敏東不得不從英屬印度購入軍火:110。除英国外，敏东王也派出使节前往世界各地，力图发展与法国、美国、波斯、沙俄的联系，不过并未取得重大的成果:61。
1873年，敏东颁布了缅甸历史上最早的新闻法，以保障新聞自由。該法容許記者揭露王室成員和官員的過失，且豁免他們報導新聞的刑事責任，因此當時緬甸的新聞自由度在亞洲名列前茅。
1878年，敏东王逝世，其子錫袍即位后不久，貢榜王朝便因为英国的入侵而灭亡:112。